# Garcia Rodrigues (cerco de Diu)
Garcia Rodrigues (, século XVI — , século XVI) foi uma combatente portuguesa no segundo cerco de Diu.

## Biografia
Junto com Isabel Madeira (capitã), e com Isabel Dias, Isabel Fernandes, Catarina Lopes, formou um grupo de combatentes femininas que lutou na frente da batalha contra os turcos, no segundo cerco de Diu, em (1546).
Este feito encontra-se registado nas Décadas de Diogo do Couto, e numa revista de 1842 foi assim descrito:
Do primeiro cerco de Diu, passemos ao segundo. Este (que sustentou com valor digno da sua pessoa o famoso e esclarecido capitão D. João Mascarenhas, no tempo do memorável D. João de Castro, um dos maiores homens, que com grande crédito seu, e igual glória de Portugal, governou os Estados da Índia) foi certamente pelas circunstâncias que se lhe juntarão muito mais formidável que o primeiro. Por este motivo se formou uma grande companhia de mulheres, para que unido um e outro esforço, masculino e feminino, pudesse mais fortemente resistir à fúria dos inimigos. Entre aquelas ficarão em memória os nomes de Garcia Rodrigues, Isabel Dias, Catarina Lopes, e Isabel Fernandes, governando a todas como capitão Isabel Madeira. Estas, de tal sorte se houve neste memorável cerco, que não só acudiam aos reparos dos muros e baluartes, senão que, ajudando aos mesmos soldados, a elas se deveu o não ser rendida aquela fortaleza.